# Parvizdzhon Umarbayev
Parvizdzhon Umarbayev (Khujand, 1 de noviembre de 1994) es un futbolista tayiko que juega de centrocampista en el Lokomotiv Plovdiv de la Primera Liga de Bulgaria.

## Selección nacional
Es internacional con la selección de fútbol de Tayikistán. Fue internacional sub-18 y sub-19 con la selección de fútbol de Rusia, aunque terminó decantándose por la selección de fútbol de Tayikistán, primero jugando con la sub-21 y sub-23, y posteriormente con la absoluta, con la que debutó el 8 de septiembre de 2015 en un partido de clasificación para la Copa Mundial de Fútbol de 2018.

## Clubes
| Club                                   | País       | Año       |
| -------------------------------------- | ---------- | --------- |
| F. C. Rubin Kazán                      | Rusia      | 2012-2014 |
| F. C. Neftekhimik Nizhnekamsk (cedido) | Rusia      | 2013-2014 |
| F. C. Khimik Dzerzhinsk                | Rusia      | 2014      |
| F. C. Istiklol                         | Tayikistán | 2015-2016 |
| Lokomotiv Plovdiv                      | Bulgaria   | 2016-2022 |
| F. C. CSKA 1948 Sofia                  | Bulgaria   | 2022-2025 |
| Lokomotiv Plovdiv (cedido)             | Bulgaria   | 2025      |
| Lokomotiv Plovdiv                      | Bulgaria   | 2025-     |

## Palmarés

### Títulos nacionales
| Título                       | Club              | País       | Año  |
| ---------------------------- | ----------------- | ---------- | ---- |
| Liga de fútbol de Tayikistán | F. C. Istiklol    | Tayikistán | 2015 |
| Copa de Tayikistán           | F. C. Istiklol    | Tayikistán | 2015 |
| Supercopa de Tayikistán      | F. C. Istiklol    | Tayikistán | 2015 |
| Supercopa de Tayikistán      | F. C. Istiklol    | Tayikistán | 2016 |
| Copa de Bulgaria             | Lokomotiv Plovdiv | Bulgaria   | 2019 |
| Copa de Bulgaria             | Lokomotiv Plovdiv | Bulgaria   | 2020 |
| Supercopa de Bulgaria        | Lokomotiv Plovdiv | Bulgaria   | 2020 |